# NGC 4125

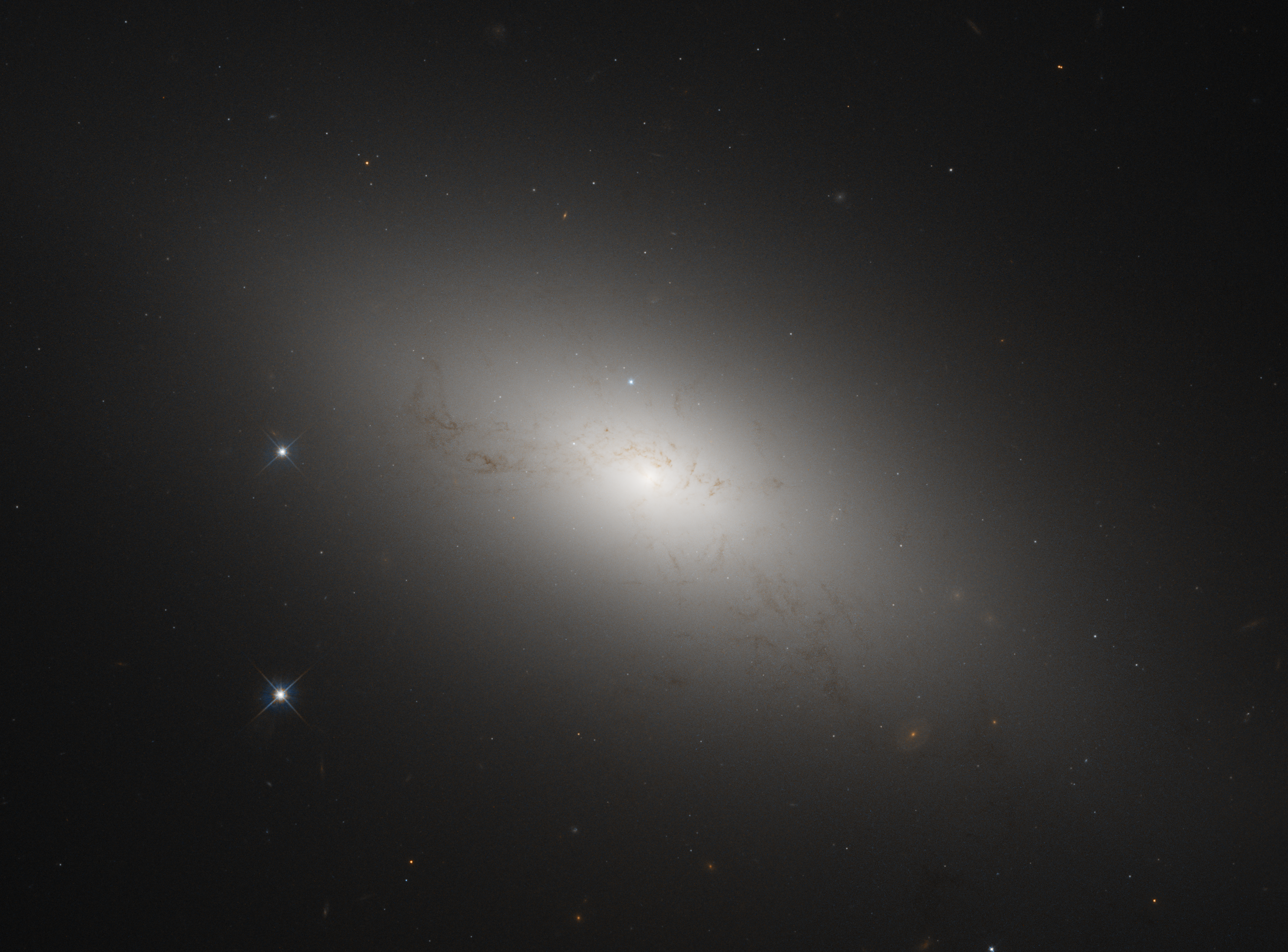
NGC 4125 par le télescope spatial Hubble.

NGC 4125 est une galaxie elliptique située dans la constellation du Dragon. NGC 4125 a été découverte par l'astronome britannique John Russell Hind en 1850.

## Caractéristiques
NGC 4125 est une galaxie LINER, c'est-à-dire une galaxie dont le noyau présente un spectre d'émission caractérisé par de larges raies d'atomes faiblement ionisés.

### Distance
Sa vitesse par rapport au fond diffus cosmologique est de 1 390 ± 16 km/s, ce qui correspond à une distance de Hubble de 20,5 ± 1,5 Mpc (∼66,9 millions d'al).
À ce jour, 17 mesures non basées sur le décalage vers le rouge (redshift) donnent une distance de 22,759 ± 7,615 Mpc (∼74,2 millions d'al), ce qui est à l'intérieur des valeurs de la distance de Hubble.

## Paire de galaxies
Selon Vaucouleur et Corwin, NGC 4121 et NGC 4125 forment une paire de galaxies. NGC 4121 et NGC 4125 sont respectivement à 73 et 67 millions d'années-lumière de la Voie lactée et forment peut-être une paire réelle de galaxies.

## Groupe de NGC 4125 et de NGC 4036
NGC 4125 est la galaxie la plus brillante d'un groupe de galaxies qui porte son nom. Selon Abraham Mahtessian, le groupe de NGC 4125 compte au moins 12 membres. Les autres galaxies de ce groupe sont NGC 3796, NGC 3945, NGC 4036, NGC 4041, NGC 4081, NGC 4205, NGC 4391, NGC 4441, IC 758, UGC 7009 et UGC 7020A, respectivement désignées comme 1159+6237 et 1200+6439 pour les galaxies CGCG 1159.2+6237 et 1200.1+6439.
D'autre part, dans un article publié par A.M. Garcia en 1993, les galaxies NGC 4036, NGC 4041, IC 758, UGC 7009 font partie d'un groupe de galaxies de 5 membres, le groupe de NGC 4036. L'autre galaxie ajouté à ce groupe par Garcia est UGC 7019. Garcia mentionne aussi le groupe de NGC 4125, mais il n'y inclut que quatre galaxies, à savoir NGC 4081, NGC 4125, NGC 4205 et UCG 7020A.
Les galaxies NGC 3796, NGC 3945, NGC 4391 et NGC 4441 ne font pas partie des deux listes de Garcia.
Puisque la galaxie NGC 4121 forme une paire de galaxies avec NGC 4125, elle devrait être ajoutée au groupe de NGC 4125.